# Saponaria intermedia
Saponaria intermedia är en nejlikväxtart som beskrevs av Sirnmler. Saponaria intermedia ingår i släktet såpnejlikor, och familjen nejlikväxter. Inga underarter finns listade i Catalogue of Life.